# Corhiza sociabilis
Corhiza sociabilis is een hydroïdpoliep uit de familie Halopterididae. De poliep komt uit het geslacht Corhiza. Corhiza sociabilis werd in 1980 voor het eerst wetenschappelijk beschreven door Millard. 